# Kuurne-Bruxelles-Kuurne 1989
La Kuurne-Bruxelles-Kuurne 1989, quarantaquattresima edizione della corsa, si svolse il 5 marzo su un percorso di 206 km, con partenza e arrivo a Kuurne. Fu vinta dal belga Edwig Van Hooydonck della squadra Superconfex-Yoko davanti allo svizzero Mauro Gianetti e all'altro belga Johan Devos.

## Ordine d'arrivo (Top 10)
| Pos. | Corridore               | Squadra               | Tempo    |
| ---- | ----------------------- | --------------------- | -------- |
| 1    | Edwig Van Hooydonck     | Superconfex-Yoko      | 5h10'00" |
| 2    | Mauro Gianetti          | Helvetia- La Suisse   | a 7"     |
| 3    | Johan Devos             | Humo-TW Rock          | a 11"    |
| 4    | Jean-Pierre Heynderickx | Histor-Sigma          | s.t.     |
| 5    | Martin Schalkers        | TVM-Van Schilt        | s.t.     |
| 6    | Jacques Decrion         | Super U-Raleigh-Fiat  | s.t.     |
| 7    | Noel Segers             | Superconfex-Yoko      | s.t.     |
| 8    | Adrie Kools             | ADR- W-Cup-Bottecchia | s.t.     |
| 9    | Yvon Madiot             | Toshiba               | s.t.     |
| 10   | Armando Ceci            | Histor-Sigma          | s.t.     |